# Ouaddaï
Le Ouaddaï est une des 23 régions du Tchad, dont le chef-lieu est Abéché. Elle correspond à l'ancienne préfecture du Ouaddaï.

## Situation géographique de l'Ouaddaï
La région est située à l'est du pays, elle est frontalière du Soudan.
|       | Wadi Fira |                    |
| Batha | Ouaddaï   | Darfour-Occidental |
|       | Sila      |                    |

## Histoire
Il fut habité, entre autres, par les Toundjour. Elle a fait partie du royaume du Ouaddaï. Sa conquête par les forces françaises entre 1909 et 1911 fut difficile, le sultan Doudmourrah dirigeant alors la région, remportant entre autres le combat de Doroté en 1910 avant de se soumettre en octobre.
En 1635, après la chute de la dynastie précédente Toundjour, le Ouaddaï passe sous le contrôle des Abassiya qui trouvent leurs racines dans la communauté Jaali au Soudan à travers le souverain fondateur, Abdel-Kerim Jameh. Le roi du Ouaddaï fut et est appelé Kam Kallak en langue maba le groupe détenteur du royaume, qui signifie Le grand, la première dynastie ouaddaïenne. Du fait de l’islamisation et arabisation du royaume, les nouveaux souverains portèrent le titre officiel de Amir Al Mouminine, qui signifie Commandeur des croyants en arabe.
Après 1804, pendant le règne de Muhammad Saboun (1804-1815), le sultanat de Ouaddaï a commencé à étendre son pouvoir comme il a beaucoup profité de sa position stratégique à cheval sur les routes commerciales transsahariennes. Une nouvelle route commerciale vers le nord a été trouvée, par l’intermédiaire de l’Ennedi, Koufra et Benghazi, et Saboun créa des caravanes royales pour en profiter. Il commença sa propre monnaie et importa cotte des armes à feu et de conseillers militaires de l’Afrique du Nord.
Le sultan Chérif mena des campagnes militaires à l’ouest jusqu’au Kanem et finalement établit l’hégémonie de Ouaddaï sur le Kanem, le Baguirmi et les royaumes d’aussi loin que la rivière Chari. À la Mecque, Sharif avait rencontré le fondateur de la confrérie islamique Senussi, un mouvement qui était forte parmi les habitants de la Cyrénaïque (dans l’actuelle Libye) et qui devait devenir une force politique dominante et la source de la résistance à la colonisation française.
Cependant, la nouvelle dynastie poursuivit une des campagnes militaires agressives dans les différentes parties du Tchad afin d’étendre son influence et capturer plus des esclaves pour son commerce international avec notamment l’Afrique du nord et l’empire ottoman. Ces campagnes furent particulièrement cruelles dans le sud du Tchad, le nord du Kanem, le Guéra et le nord dans le Borkou-Ennedi-Tibesti où les traditions locales continuent jusqu’ici à parler de razzias, enlèvement des enfants et la soumission forcée à l’autorité de Ouaddaï
De nos jours le royaume du Ouaddaï se limite à ses mythiques chefs de canton appelés Kamkalak ou moulouk qui sont entre le Wadi Fira, le Ouaddaï et le Sila et aussi des chefs des tribus arabes et goranes installés récemment dans la région avec en leur tête le Kollak (Sultan) Amiral Mouminine qui réside dans la ville cosmopolite d'Abéché.

## Subdivisions
Par ordonnance, le 19 février 2008, la région du Ouaddaï est démembrée de sa partie sud qui devient la région du Sila.
La région du Ouaddaï est divisée en 3 départements :
| Département | Chef-lieu | Sous-préfectures                                                |
| ----------- | --------- | --------------------------------------------------------------- |
| Abdi        | Abdi      | Abdi, Abkar Djombo, Biyeré                                      |
| Assoungha   | Adré      | Adré, Hadjer Hadid, Mabrone, Borota, Molou, Tourane             |
| Ouara       | Abéché    | Abéché, Abougoudam, Chokoyan, Bourtaïl, Amleyouna, Gurry, Marfa |

## Population
La population de la région est d'environ un million d'habitants en 2020 (estimation selon le RGPH2 2020).
Les groupes ethnico-linguistiques principaux sont les Maba (Ouaddaï composés de Kodoï, Kelingnan, Kondogno, Kargna, Kechmeré, Khouchta, Kabka, Kabartu, etc. ) majoritaire et propriétaires terriens avec les Mimis, les Mararit es, les Massalit es, les Assongor, les Mesmedjé, les Aboucharib, les kinin( touaregs) les Tamas, les Zaghawas, et des tribus Arabes du Tchad, qui se divisent en Bani Halba, Mahamid, Oulad Rachid, Oulad Malik, Chetié...à côté de ces populations il y a plusieurs autres groupes ethniques qui se sont installés dans cette région pour sa tolérance et ses richesses.

## Administration
Liste des administrateurs :
Préfets du Ouaddaï (1962-2000)
Gouverneurs du Ouaddaï (depuis 2002)
- Danyo Ndokédi (2005-2006)
- Mahmat Nimir Hamata (à partir de février 2006)
- Touka Ramadane Korê (en poste en juillet 2007)
- Général Bichara Issa Djadallah
- Kedellah Younous Hamid
- Moctar Moussa Mahamat
- Ahmat Dari[4]
- Général Bichara Issa Djadallah
- Général Ramadan Erdebou
- Adoum Fortey Amadou (février 2018 à décembre 2018)[5]
- Général Brahim Mahamat Seid (24 mars 2020)
- Général Bachar Ali Souleymane (2021-2025)
- Ismael Yamouda Djorbo (depuis 2025)[1]